# Edward Bluemel
Edward Bluemel (Reino Unido, 22 de maio de 1993) é um ator inglês, conhecido pela participação nas séries Sex Education e Killing Eve.